# Iessaúlivka
Iessaúlivka (en ucraïnès Єсаулівка, en rus Есауловка, Iessaúlovka) és una vila de l'óblast de Luhansk a Ucraïna. Fins al 2020 formava part del districte d'Antratsit, però després passà a formar part del districte de Rovenkí. La vila està ocupada per Rússia des de la Guerra al Donbàs i és administrada per la República Popular de Luhansk. El 2022 tenia 1.412 habitants.

## Història
La vila fou fundada el 1777 amb el nom de Ievdokovka, anomenada així pel nom de la vídua del primer terratinent, Ievdòkia. El 1803 fou reanomenada amb el seu nom actual pel rang del nou propietari cosac, Iessaül. El 1827, els especialistes de la fosa de ferro de Luhansk varen descobrir dipòsits de plom prop del poble. A finals del segle xix, el científic danès Gramm dugué a terme una investigació sobre la recerca de minerals, que ja havia començat l'acadèmic Txerníssov. L'acadèmic aconseguí descobrir dipòsits d'or a Hostroma Bugra, a la serralada de Nagolni, després de la qual cosa la recerca del metall preciós es va convertir en una de les fonts d'ingressos per als camperols locals.
Finalment esdevingué un assentament de tipus urbà el 1938. El 1937, s'inaugurà una mina i una fàbrica, que existiren fins al 1940, atès que s'esgotaren les reserves industrials de matèries primeres.
L'estiu del 2014, durant la Guerra al Donbàs, les forces prorusses prengueren el control de Iessaúlivka i des d'aleshores la vila està controlada per la República Popular de Luhansk.